# Терем

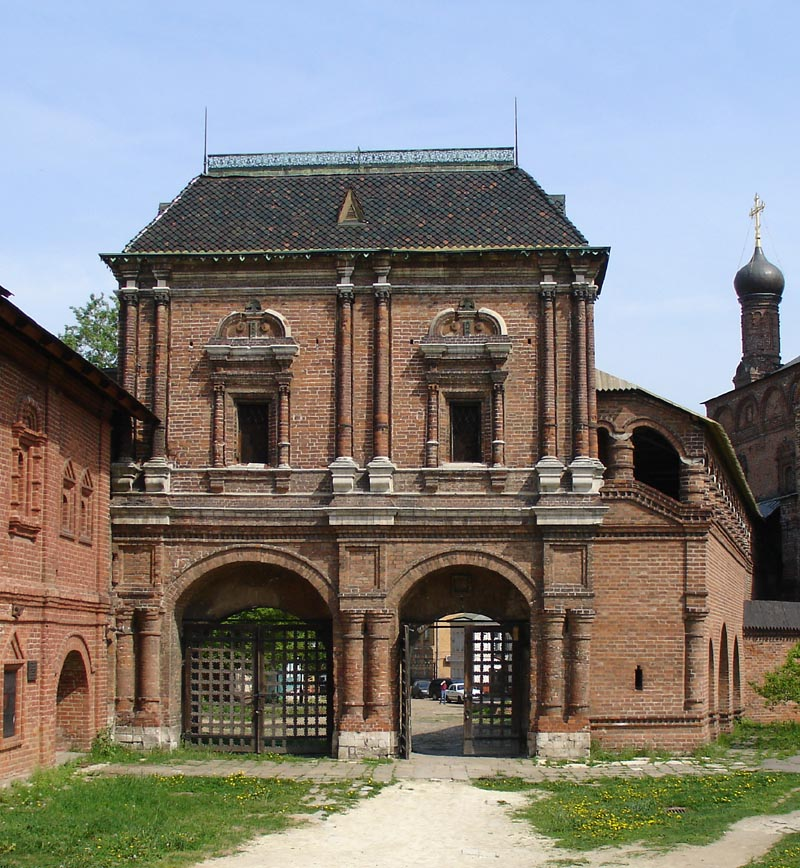
Крутицкое подворье

Те́рем (от греч. τέρεμνον, τέραμνον — «дом, жилище», ср. кыпч.tärmä — «женский покой», монг. terme, калм. termǝ — «стена, решётка стены») — жилой верхний ярус древнерусских хором или палат, расположенный над горницей и подклетом. Мог ставиться отдельно от основного корпуса дома, на подклете, над воротами и т. д., соединялся с ним сенями (крытым переходом). До XVIII века также употреблялись названия «чердак» или «вышка».

## Название
Слово «терем» происходит от τέρεμνον, τέραμνον (теремнон — «дом, жилище»). Любопытна связь с кыпчакским tärmä («женский покой»), монгольским terme, калмыцким termǝ («стена, решётка стены»). На Руси слово приобрело двоякое значение — «тюрьма» и «терем». Под понятием «женский терем» изначально подразумевалась женская половина дома, которая служила как для защиты женщин от разнузданного поведения мужчин в семье, так и для того, чтобы отгородить морально неустойчивых представительниц слабого пола от внешнего мира.
Ранние исследователи XIX века ошибочно полагали, что слово «терем» связано с арабским «гарем», пришедшим как восточная практика отделения женщин. До XIX века историки предпочитали употреблять слово «покои», но позже оно сменилось на «терем», где обычно героиня сказки дожидалась своего освободителя. Это повлияло на синонимичность терема с местом изоляции высокородных женщин. В Теремном дворце Москвы, возведённом в 1635—1636 годах по приказу Михаила Фёдоровича, имелись терема, но их населяли не только женщины.
Термин «терем» иногда употребляется как синоним палат или хором в целом, к примеру, когда речь идёт о княжеских жилищах домонгольской Руси.

## Описание
В теремах красные окна устраивались во всех стенах. К теремам пристраивались башенки (смотрильни). Вокруг теремов устраивали гульбища (парапеты и балконы), огороженные перилами или решётками. На каменных палатах терем мог быть как каменным, так и деревянным.

## Терем в искусстве
Терем неоднократно упомянут в русских сказках:
- Теремок (сказка)
- Теремок (опера)
- Теремок (мультфильм, 1937)
- Теремок (мультфильм, 1945)
- Терем-теремок (мультфильм, 1971)
- Теремок (мультфильм, 1995)
- Теремок (театр кукол, Саратов)
- Теремок (театр кукол, Вологда)
- Сказка о мёртвой царевне и о семи богатырях (А. С. Пушкин)

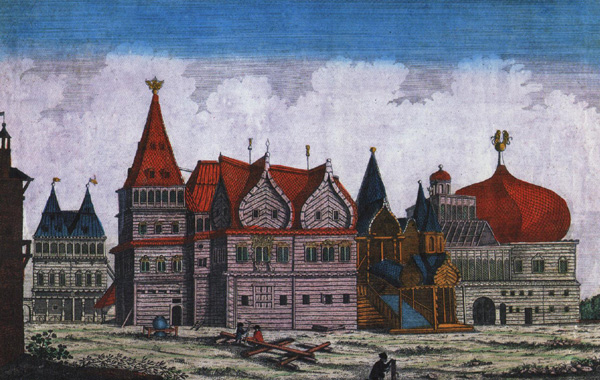
Коломенский дворец царя Алексея Михайловича, при увеличении слева видны терема
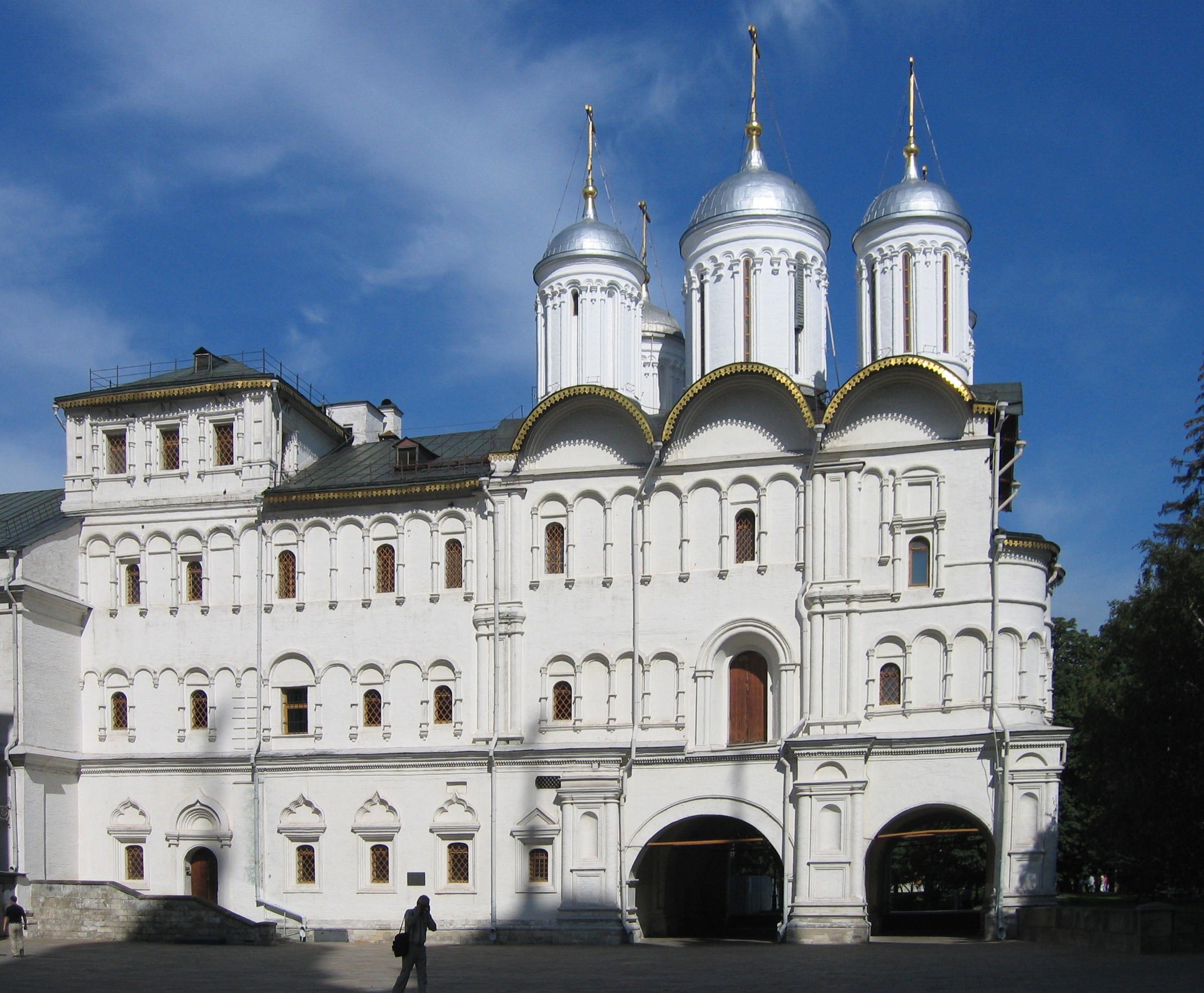
Терем на патриарших палатах (вверху слева)
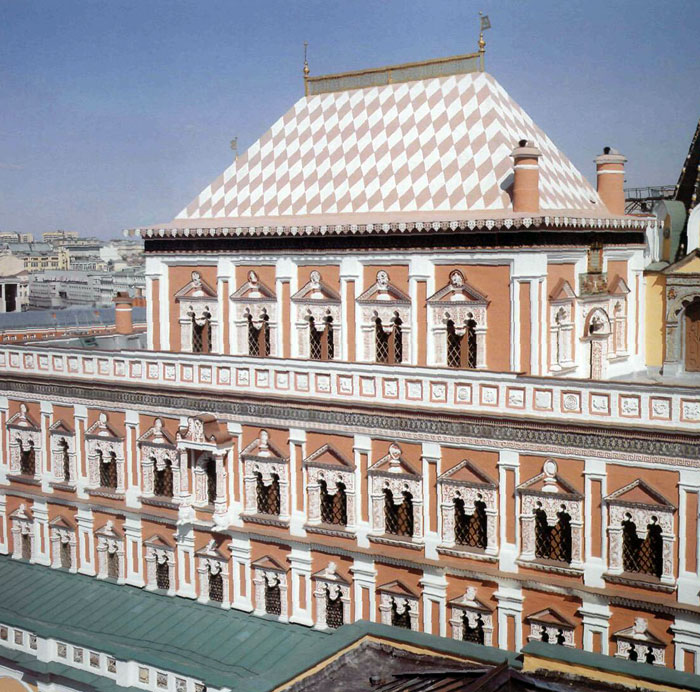
Теремной дворец в Московском Кремле, сверху виден терем
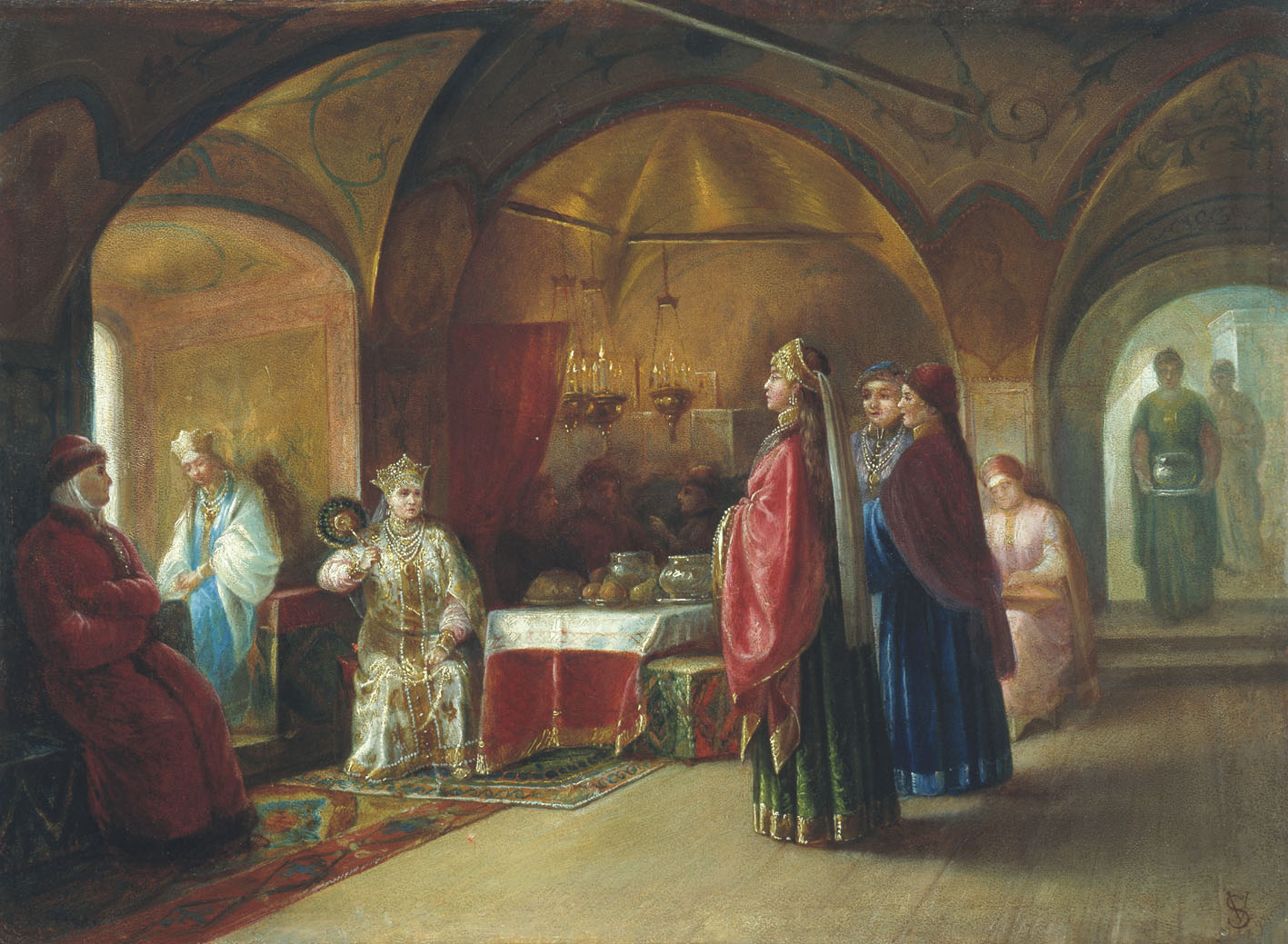
Клодт М. П., «Терем царевен», (1878)